# Hockley (motorfiets)
Hockley is een Brits historisch motorfietsmerk.
De bedrijfsnaam was: Hockley Motor Mfg. Co. Ltd., Barr Street, Birmingham.
De productie begon in 1914 en in december van dat jaar presenteerde Hockley haar eerste motorfiets die bestemd was voor de Britse koloniën. De machine was stevig gebouwd, met twee achter elkaar liggende framebuizen onder het fors uitgevoerde balhoofd. De extra bevestigingspunten van de motor moesten de trillingen over het frame verdelen en metaalmoeheid tegengaan.
De aandrijving gebeurde door een 269cc-tweetaktmotor die naar keuze van de klant kon worden betrokken van Liberty of Villiers en men kon ook kiezen voor directe riemaandrijving naar het achterwiel of voor een chain-cum-belt drive. In het laatste geval was een tweeversnellingsbak gemonteerd. De machine had een Senspray-carburateur en een ML-ontstekingsmagneet.
Bijzonder was wel dat de mengsmering was vervangen door een systeem met een gescheiden oliereservoir, waarbij de olie afhankelijk de zuiging van de motor langs een kogelklep werd aangezogen. Als de motor stationair liep was de smering geheel afgesloten, maar als de onderdruk hoger werd ging de olie via drie leidingen naar de cilinder en de beide zijden van de krukas.
Tot een grote productie is het nooit gekomen, maar de motorfietsen die wél gebouwd werden zijn inderdaad bijna allemaal naar de koloniën verscheept. Door het uitbreken van de Eerste Wereldoorlog viel de hele Britse motorfietsindustrie praktisch stil en ook Hockley beëindigde haar productie in 1916.